# Talulah Rileyová
Talulah Rileyová, celým jménem Talulah Jane Riley-Milburn (* 26. září 1985 Hertfordshire) je anglická herečka, scenáristka a režisérka.

## Herecká kariéra
Její otec Doug Milburn byl šéfem National Crime Squad a později se stal filmovým scenáristou. Rileyová navštěvovala střední školy Cheltenham Ladies' College, Berkhamsted Collegiate School a Haberdashers' Aske's School for Girls a studovala přírodní vědy na Open University. Jako herečka debutovala v roce 2003 rolí Angely Warrenové v televizním seriálu Hercule Poirot, v roce 2005 účinkovala v divadle Old Vic ve hře The Philadelphia Story.
V roce 2011 ji Britská akademie filmového a televizního umění uvedla na seznamu vycházejících hvězd Brit to Watch. V roce 2015 režírovala celovečerní hraný film Scottish Mussel, jehož námětem je ilegální sběr perlorodek. Napsala také scénář filmu a hrála v něm hlavní ženskou roli. V roce 2017 byla spolu s dalšími herci z televizního seriálu Westworld nominována na cenu Screen Actors Guild Awards za nejlepší obsazení (drama).

## Osobní život
Dne 25. září 2010 se v katedrále ve skotském Dornochu provdala za zakladatele firmy SpaceX Elona Muska, v březnu 2012 se rozvedli. V roce 2013 pár uzavřel nový sňatek a v říjnu 2016 došlo k jejich dalšímu rozvodu. Rileyová obdržela finanční vyrovnání ve výši šestnáct milionů dolarů.

## Filmografie

### Filmy
- 2005 Pýcha a předsudek
- 2007 Holky z naší školky
- 2009 Kolej Sv. Trajána 2: Legenda o zlatu rodu Frittonů
- 2009 Piráti na vlnách
- 2010 Láska a nedůvěra
- 2010 Počátek
- 2011 Dilema
- 2012 Bílá žába
- 2012 Kšeft na jeden den
- 2013 Hlas
- 2013 Thor: Temný svět
- 2014 Submerged
- 2015 Scottish Mussel
- 2015 The Bad Education Movie
- 2018 The Last Witness

### Seriály
- 2003 Hercule Poirot
- 2006 Slečna Marplová – Není kouře bez ohýnku
- 2007 Nearly Famous
- 2008 Pán času
- 2016 Westworld